# Kannabinoidy
Kannabinoidy – grupa organicznych związków chemicznych oddziałujących na receptory kannabinoidowe. Zanim odkryte zostały inne typy kannabinoidów, nazwa ta obejmowała tylko substancje zawarte w konopiach. Obecnie ta grupa związków dzieli się na:
- kannabinoidy roślinne – występujące jako alkaloidy roślinne, np. tetrahydrokannabinol (główna substancja psychoaktywna marihuany), tetrahydrokannabiwarin, kannabinol
- endokannabinoidy – występujące w organizmie zwierząt, w tym człowieka, np. anandamid
- kannabinoidy syntetyczne – wytworzone przez człowieka, np. CP-55940, HU-210, paraheksyl.

Kannabinoidy roślinne są nierozpuszczalne w wodzie, rozpuszczają się za to w tłuszczach i alkoholach oraz innych niepolarnych rozpuszczalnikach organicznych.
Drogą syntezy chemicznej otrzymano wiele substancji posiadających wartościowe działanie, na przykład rimonabant, lek odchudzający i przeciwuzależnieniowy.

## Receptory kannabinoidowe
Kannabinoidy po przyłączeniu się do receptorów kannabinoidowych komórki blokują wpływ jonów wapnia z płynu zewnątrzkomórkowego do cytoplazmy oraz hamują wytwarzanie cAMP. W wyniku tego zmienia się metabolizm komórek i dochodzi do zmian w uwalnianiu hormonów oraz neuroprzekaźników.